# Masahiko Shibayama
Pour les articles homonymes, voir Shibayama (homonymie).
Masahiko Shibayama (柴山 昌彦, Shibayama Masahiko), né le 5 décembre 1965, est un homme politique japonais du Parti libéral-démocrate, membre de la Chambre des représentants à la Diète nationale (pouvoir législatif). 
De 2018 à 2019, il est ministre de l’Éducation.

## Enfance, éducation et carrière avant l’entrée en politique
Né à Nagoya (préfecture d'Aichi), il a grandi dans la préfecture de Saitama. Il est diplômé de l'université de Tokyo et a rejoint Sumitomo Real Estate en 1990, mais il en a démissionné afin d’étudier pour passer l'examen du barreau, ce qu'il a réussi en 1998. En 2000, il est devenu avocat et il est entré dans le cabinet d'avocats Toranomon Chuo Cabinet à Tokyo.

## L'homme politique
Shibayama a été élu à la Chambre des représentants pour la première fois en 2004, lors d'une élection spéciale à Saitama organisée pour remplacer Masanori Arai, qui avait été arrêté pour violation de la loi sur le financement des campagnes électorales. Il a été réélu lors de l'élection générale l'année suivante. En 2008, il a été nommé vice-ministre des Affaires étrangères dans le cabinet du Premier Ministre Yasuo Fukuda et il a été maintenu à ce poste dans le cabinet suivant, de Tarō Asō.
Shibayama a perdu son siège de Saitama lors de l'élection générale de 2009, mais il était inclus dans la liste du Kanto du PLD et il est resté membre de la Chambre des Représentants. Après que le PLD a repris le pouvoir lors des élections générales de 2012, il a été nommé Senior Vice-Ministre des Affaires intérieures et des Communications dans le deuxième cabinet de Shinzō Abe. Il a également servi comme  "conseiller spécial" auprès du premier ministre, et comme porte-parole du gouvernement pour la politique de relance budgétaire; dans ce cadre, il a fait valoir, en 2016, que "doubler le nombre de travailleurs étrangers [au Japon] ne peut pas être évité vu la situation globale des marchés." et qu'il fallait adopter une politique de petits pas en la matière.
Shibayama est un homme politique proche de Shinzō Abe et de ses idées: en août 2017, il a présenté une offrande au nom du premier ministre au sanctuaire Yasukuni. Il est membre de l'organisation conservatrice Nippon Kaigi
Shibayama est marié, et il a une fille.

## Ministre de l’éducation
Lors de son discours inaugural comme nouveau ministre de l’éducation le 2 octobre 2018, Shibayama a fait l’éloge du rescrit impérial sur l'éducation (de 1890) et a vanté son usage pour l'enseignement de la morale.